# Drosophila transversa
Drosophila transversa – gatunek muchówki z rodziny wywilżnowatych i podrodziny Drosophilinae.
Gatunek ten opisany został w 1823 roku przez Carla Fredrika Falléna.
Muchówka o ciele długości od 2,5 do 3,5 mm, ubarwionym żółto. Na głowie para szczecinek orbitalnych skierowanych w tył jest znacznie cieńsza niż ich para skierowana w przód. Czułki mają człon trzeci krótko owłosiony, dwukrotnie dłuższy niż szeroki i nie dłuższy niż dwukrotność długości członu drugiego, zaś aristę z wierzchołkowym rozwidleniem i co najmniej dwoma promieniami na spodniej stronie. Chetotaksję tułowia cechuje sześć przedszwowych rzędów szczecinek środkowych grzbietu w przedniej części śródplecza, w których wszystkie szczecinki są tak samo krótkie oraz spośród trzech górnych par szczecinek sternopleuralnych przednia najkrótsza, a tylna najdłuższa. Użyłkowanie skrzydła odznacza się żyłką subkostalną bez sierpowatego zakrzywienia za żyłką barkową, tylną komórką bazalną zlaną z komórką dyskoidalną oraz wierzchołkowym odcinkiem żyłki medialnej M1+2 nie dłuższym niż trzykrotność odcinka tej żyłki między żyłkami poprzecznymi przednią i tylną. Wszystkie pary odnóży mają szczecinki przedwierzchołkowe na goleniach. Przednie stopy mają pierwszy człon nie krótszy niż drugi i trzeci razem wzięte. Odwłok ma po cztery ciemne plamy na tergitach. Narządy rozrodcze samca mają na edytach grzebienie złożone z 10 lub 11 krótkich kolców.
Owad znany z prawie wszystkich krajów Europy, w tym z Polski, a ponadto z wschodniej Palearktyki i nearktycznej Ameryki Północnej. Preferuje zacienione lasy.